# Capri-Roller
| Agrati Capri 70cc, 1959              | Agrati Capri 70cc, 1959 |
| Agrati Capri 70 1959                 | Agrati Capri 70 1959 |
| Agrati Capri 50 1963                 | Agrati Capri 50 1963 |
| Garelli Capri                        | Garelli Capri |
| Garelli Capri                        | Garelli Capri |
| Agrati Garelli Capri 50 Brianza 1967 | Agrati Garelli Capri 50 Brianza 1967 |
| Garelli Capri 1968-03                | Garelli Capri 1968-03 |
| Agrati Garelli Capri 50 Brianza 1968 | Agrati Garelli Capri 50 Brianza 1968 |
| ------------------------------------ | --- |
| Produktionszeit:                     | - Capri 50 (Sachs): 1961 bis 1965 - Capri 50 S (Sachs): 1961 bis 1962 - Capri 50 (Garelli): 1962 bis 1974 - Capri 50 S (Garelli): 1962 bis 1974 - Capri 60: 19?? bis 19?? - Capri 70: 1958 bis 1963 - Capri 80: 1960 bis 19?? - Capri 98/100: 1961 bis 19?? - Capri Super 125: 1963 bis 1973 - Capri Super Sport 150: 1965 bis 19??                                |
| Hersteller:                          | Agrati (bis 1962) Garelli (ab 1962) |
|                                      | |
| Klasse:                              | Kleinroller, Motorroller |
| Motoren:                             | - Capri 50 (Sachs): 47 cm³, 2,0-3,8 PS - Capri 50 S (Sachs): 47 cm³, 4,3 PS - Capri 50 (Garelli): 49 cm³, 1,9-2,56 PS - Capri 50 S (Garelli): 49 cm³, 4,3-4,5 PS - Capri 60: 59 cm³, 3,3 PS - Capri 70: 70 cm³, 3,9 PS - Capri 80: 78 cm³, 4,7 PS - Capri 98(100): 94 cm³, 5,2- 6,0 PS - Capri Super 125: 123 cm³, 6,5 PS - Capri Super Sport 150: 153 cm³, 7,5 PS |
| Länge, Breite, Höhe (mm):            | (Ab 1965) - 1750, 630, 980 |
| Gewicht (kg):                        | - Capri 50 (Sachs): 68-73 kg - Capri 50 S (Sachs): 68 kg - Capri 50 (Garelli): 78-79 kg - Capri 50 S (Garelli): 69-79 kg - Capri 60: 76 kg - Capri 70: 70 kg - Capri 80: 75 kg - Capri 98/100: 80-88 kg - Capri Super 125: 90 kg - Capri Super Sport 150: 90 kg |

Der Capri Roller ist ein Motorroller, der von der Firma Agrati, die später von Garelli übernommen wurde, in Monticello bei Como von 1958 bis 1978 gebaut wurde.

## Beschreibung
Der Agrati Capri Roller debütierte 1958 als Agrati Capri 70. Das Design erinnert in einigen Details an die zeitgenössischen Roller von Piaggio (Vespa) und Innocenti (Lambretta). Die serienmäßige zweifarbige Lackierung war in verschiedenen Farbkombinationen lieferbar. Die Farbkombination gab in den ersten Jahren Auskunft über die Motorleistung.
Ab 1965 erschien ein überarbeitetes Capri-Modell, später mit den Namenszusatz „Brianza“. Die rundliche Form des Vorgängers wurde mit einem eckigeren Fließheck und eckigem vorderen Kotflügel optisch gestreckt und ließen den Roller bei nahezu unverändertem Radstand größer erscheinen. Beide Karosserievarianten wurden, zumindest in Österreich, eine Zeit lang parallel gebaut.
Im Vergleich zu zeitgenössischen Rollern war der Capri recht leicht und gut motorisiert, seine Fahrleistungen fanden immer wieder lobende Erwähnung bei den Zeitschriften-Testern der deutschen und internationalen Presse.

### Modellbezeichnungen
Die Modell/Typenbezeichnung war bei Agrati recht einfach gehalten. Sie setzte sich aus dem Modellnamen und dem Hubraum zusammen, also z. B. Capri 70. Die Fahrgestellnummer wurde vor den Ziffern um ein Buchstabenpaar ergänzt, das sich am verbauten Motortyp und dessen Version orientierte.
Im Zuge der optischen Überarbeitung der Karosserie taucht auch eine erweiterte Typenbezeichnung auf, die zwischen dem Capri und der Hubraumkennung den Zusatz „Brianza“ setzte. In fast allen Werbungen und Prospekten taucht dieser allerdings nicht auf. Der Zusatz „Brianza“ wird ebenfalls bei einigen anderen Agrati-Garelli-Produkten verwendet.

### Motoren
Es wurden 1-Zylinder-Zweitaktmotoren der Hersteller Sachs, Garelli und Minarelli verbaut. Die Hubräume variierten von 50 bis 150 cm³. Diese wurden über einen Kickstarter angelassen. In einigen Ländern, z. B. Österreich, wurden auf Grund der lokalen Gesetzeslage zeitweise die Capri 50 auch über Pedale gestartet. Je nach Hersteller und Ausführung verfügten die Motoren über ein 3- bzw. 4-Gang-Getriebe.
Die Motoren von 50 cm³ bis 100 cm³ waren starr mit dem Rahmen verbunden und gaben die Kraft mit einem Kettenantrieb an das Hinterrad weiter. Die späten Motoren mit 100 cm³, 125 cm³ und 150 cm³ waren Triebsatzschwingen und beweglich mit dem Rahmen verbunden.

### Konstruktion
Die Basis bildet ein Zentralrohrrahmen mit vergleichsweise leichter aufgeschraubter Stahlblech-Karosserie. Da Agrati bis auf die Baugruppen Motor und Elektrik möglichst viel in eigener Produktion fertigte, bemühten sich die Konstrukteure während der gesamten Bauzeit, die verschiedenen Modelle mit möglichst vielen Gleichteilen zu realisieren. So gab es nur ein Grundmodell des Rollers, das bei nahezu gleicher Karosserie mit den verschiedenen Rahmen/Motorkombinationen bestückt wurde.
Die untereinander austauschbaren Räder in der Dimension 3,00 - Zoll, wurden vorne durch eine gezogenen Kurzschwinge geführt, die bei den frühen Capri-70-Modellen mit einer ungedämpften Stahlfeder, später einheitlich mit einer Gummifederung kombiniert war. Das Hinterrad wurde bei den fest installierten Motoren von zwei ölgedämpften Stahlfedern mit einer Langschwinge geführt. Bei den Modellen mit Triebsatzschwingen federte ein einzelnes Federbein den Motor zum Rahmen hin ab.
Gebremst wurde mit leichten Bremstrommeln aus Aluminium.

### Zulieferer
Die elektrische Ausstattung sowie die Tachoeinheit der Roller kamen von der italienischen Firma CEV. Einige Motoren waren mit Dansi-Zündungen ausgestattet. Weiterhin kamen in einigen Modellen Auspuffanlagen der italienischen Firma Lafranconi zum Einsatz.

## Capri-Modelle

### Capri 50 (Sachs)
- ab 1961 bis 1962
- Sachs-Motor, Motorkürzel 50/3 LKH
- 47 cm³, 3,8 PS bei 5500/min., 3-Gang-Schaltung, 40 km/h, Leergewicht 68 kg

lieferbar in: Deutschland
Capri 50 (Sachs)
- ab 1961 bis 1962
- Sachs-Motor, Motorkürzel 50/3 LKH
- 47 cm³, 3,8 PS bei 5500/min., 3-Gang-Schaltung, 40 km/h, Leergewicht 73 kg

(Mit 12-Zoll-Bereifung und Wechselstromschnarre)
lieferbar in: Deutschland
Capri 50 (Sachs) I
- ab 1962 bis 1965
- Sachs-Motor
- 47 cm³, 2,6 PS bei 5000/min., 3-Gang-Schaltung, 40 km/h, Leergewicht 73 kg

(Mit 12-Zoll-Bereifung)
lieferbar in: Deutschland
Capri 50 (Sachs) II
- ab 1962 bis 1965
- Sachs-Motor, Motorkürzel 50/3 MIK
- 47 cm³, 2,0 PS bei 5250/min., 3-Gang-Schaltung, 40 km/h, Leergewicht 68 kg

lieferbar in: Deutschland

### Capri 50 S (Sachs)
- ab 1961 bis 1962
- Sachs-Motor, Motorkürzel 50/3 LKA
- 47 cm³, 4,3 PS, 3-Gang-Schaltung, 70 km/h, Leergewicht 68 kg

lieferbar in: Deutschland
Der Capri mit Sachs-Triebwerk wurde extra für den deutschen Markt entwickelt und produziert.

### Capri 50 (Garelli)
- ab 1962
- Garelli-Motor, Motorkürzel 353 ERKY
- 49 cm³, 2 DIN-PS, 3-Gang-Schaltung, 40 km/h, Leergewicht 79 kg

lieferbar in: Italien, Deutschland
Capri 50 (Garelli)
- ab 1962 bis 1965
- Garelli-Motor, Motorkürzel 353 ERK
- 48 cm³, 1,9 PS bei 5000/min., 3-Gang-Schaltung, 40 km/h, Leergewicht 78 kg

lieferbar in: Italien, Deutschland

### Capri 50 S (Garelli)
- ab 1962
- Garelli-Motor, Motorkürzel 354 EZKY
- 49 cm³, 4,4 DIN-PS, 4-Gang-Schaltung, 75 km/h, Leergewicht 79 kg

lieferbar in: Italien, Deutschland
Dieser Roller gehört zur Gruppe der Fahrzeuge der ehemaligen Klasse 4 (später 1B, heute A1). Er ist TÜV- und anmeldepflichtig, ein Versicherungskennzeichen reicht nicht aus.

### Capri 50 (Österreich)
- Garelli-Motor, Motorkürzel 354 ERPY
- 49 cm³, 2,56 PS, 4-Gang-Schaltung, 40 km/h, Leergewicht 69 kg

lieferbar in: Österreich
Anfangs wurde für Österreich der Capri mit Pedalstart ausgeliefert. Dies hatte etwas mit der damaligen Gesetzeslage zu tun, die eine solche Startvorrichtung bei Mopeds vorschrieb. Später wurde dieses Gesetz fallen gelassen und der Capri wurde daraufhin auch hier mit Kickstarter ausgeliefert.
Es waren unter anderem folgende Modellvarianten erhältlich, die sich im Wesentlichen durch ihr mitgeliefertes Zubehör unterschieden:
- Model Superluxus III. Kickstarter, Lackierung Silber-Metallic / Blau
- Model Superluxus II, Kickstarter, Lackierung Arabischweiß
- Model Superluxus, Pedalstarter, Lackierung zweifarbig

### Capri 60
- Garelli-Motor
- 3,3 PS, 3-Gang-Schaltung, 45 mph, 76 kg,
- lieferbar in: USA

### Capri 70
- ab 1958
- Garelli-Motor
- 70 cm³, 3,3 B.P.H., 3-Gang-Schaltung, 42 mph
- Vertrieb in: ab 1958 Italien, ab Dezember 1959 UK

Dieses Modell war mit Einzelsitz (Model S) und Einzelsitz mit Sattelkissen (Model P) lieferbar. Bei seiner Premiere fuhr der Roller noch auf 12-Zoll-Speichenrädern. Im Verlauf der Produktion wurden diese durch Pressstahlfelgen und Gummifederung der Schwestermodelle ersetzt.

### Capri 80
- ab 1960
- Minarelli-Motor
- 77,93 cm³, 4 B.P.H. bei 4.000/min.
- lieferbar in: UK, Italien

Dieses Modell wurde im Mai 1960 in der englischen Zeitschrift Motor Cycle angekündigt. Auf ganzseitigen Anzeige wurde der Capri in drei Modellvarianten, Model S (single seat), Model P (pillion seat), Model D (dual seat) beschrieben und ist mit reichhaltigem Chromanbauteilen abgebildet. Eine ähnlich aufgemachte Anzeige ist aus einer italienischen Zeitschrift bekannt. Der Motor wurde von Franco Morini von der italienischen Firma Minarelli entwickelt, die das Triebwerk später auch für Agrati produzierte.

### Capri 98 (in Deutschland auch Capri 100)
- ab 1961
- Garelli-Motor
- 94,25 cm³, 5,2 PS bei 6.500/min., 4-Gang-Schaltung, 75 km/h, 80 kg

Die Bezeichnung variiert je nach Vertriebsmarkt. Es sind auch Verkaufsanzeigen in den USA bekannt.
lieferbar in: UK, Italien, Deutschland, USA

### Super Capri 125
- ab 1963/1964
- Garelli-Motor, Motorkürzel 354 KR
- 123 cm³, 6,5 PS bei 5750/min., 4-Gang-Schaltung, 58 mph, 90 kg
- lieferbar in: Italien, UK

Der Motor basierte auf einer gekapselten Triebsatzschwinge und war eigens für den Capri entwickelt worden. Er wurde mit kleineren Änderungen später in die Capri-Brianza-Modelle übernommen und dort mit Zylindern mit 100, 125 und 150 cm³ verbaut.

## Capri-Brianza-Modelle

### Capri 50 S
- ab 1962
- Garelli-Motor, Motorkürzel 354 RZKY
- 48 cm³, 4,5 DIN-PS, 3-Gang-Schaltung, 70 km/h, Leergewicht 80 kg

(Mit 12-Zoll-Bereifung und Wechselstromschnarre)
lieferbar in: Deutschland
Capri 50 S
- Garelli-Motor, Motorkürzel 354 EZKY
- 49 cm³, 4,3 PS bei 6500/min., 4-Gang-Schaltung, 70 km/h, Leergewicht 80 kg

### Capri 50
- Garelli-Motor, Motorkürzel 354 ERKY
- 48 cm³, 1,9 PS bei 4500/min., 3-Gang-Schaltung, 40 km/h, Leergewicht 80 kg, zul. Gesamtgewicht 230 kg, Höchstgeschwindigkeit 40 km/h, Standgeräusch 72 dB, Fahrgeräusch 73 dB.
- Vergaser Dell’Orto Typ SHA 14/12, Düse 52
- Übersetzung 11/33

Beide lieferbar in: Deutschland
Beide Modelle wurde in Deutschland auch unter der Bezeichnung Superluxus vertrieben. Beim 50S war eine Blinkanlage mit Hella Blinkern montiert.

### Capri 100
- ab 1966 (UK-Premiere: Brighton Show November 1965)
- Garelli-Motor, Motorkürzel 354 KR
- 100 cm³, 6 PS, 4-Gang-Schaltung, 55 mph, 88 kg
- Erhältlich in UK, Italien

### Capri Super 125
- Garelli-Motor, Motorkürzel 354 KR
- 123 cm³, 6,5 PS bei 5.750/min., 4-Gang-Schaltung, 58 mph, 90 kg
- Erhältlich in: UK, Deutschland, Italien

### Capri Super Sport 150
- ab 1965/1966
- Garelli-Motor, Motorkürzel 354 KR
- 153 cm³, 7,5 PS bei 5.750/min., 4-Gang-Schaltung, 90 km/h, 90 kg
- Erhältlich in: UK, Italien

## Händlernetz

### Werks-Filialen und General-Importeure
(laut Prospekt der Firma Helmig; Stand 1968)
Deutschland ca. 1.000 Vertragshändler
- Österreich: Wien
- Belgien: Lüttich
- Zypern: Nicosia
- Dänemark: Kopenhagen
- Frankreich: Paris
- Finnland: Helsinki
- Griechenland; Athen und Il Pireo
- England: Nottingham
- Irland: Dublin
- Malta: Valetta
- Niederlande: Amsterdam und Rotterdam
- Portugal: Porto und Lissabon
- Spanien: Barcelona
- Schweden: Vaberg und Stockholm
- Schweiz: Zürich und Murten
- Türkei: Istanbul
- Jugoslawien: Zagreb und Ljubljana
- Afrika: in 22 Ländern
- Amerika: in 13 Ländern
- Asien: in 19 Ländern
- Ozeanien: in 2 Ländern

### Vertriebspartner
- Der Capri-Roller wurde ab 1961 in Deutschland von der Firma Helmig in Köln vertrieben. Diese gründete später die Capri Agrati Verkaufs GmbH. Ab 1968 übernahm die Firma Neckermann exklusiv den Vertrieb, Finanzierung und Service in Deutschland.
- Für England war die Firma Agrati Sales (U.K.) LTD mit Sitz in der St. Marks Street in Nottingham zuständig.
- Generalvertrieb in Österreich war die Firma Hinterberger & Co.

## Lizenzbauten

### ASE-Capri-Roller
Die finnische Firma ASE baute viele Modelle des Capri-Rollers in Lizenz und vertrieb diese im heimischen Markt.

### Helkama-Scooter
Die ebenfalls in Finnland ansässige Firma Helkama baute den leicht veränderten Roller in Lizenz nach und verwendete für dieses Modell den 70-cm³-Motor von Garelli, dieser leistete rund 3,5 PS.

### Garelli-Lido-Roller
In Argentinien wurde der Capri-Roller unter dem Namen Garelli Lido produziert und vertrieben. Der Roller entsprach weitestgehend dem Modell mit 70 cm³ und Speichenrädern, besaß jedoch statt einer gezogenen eine geschobene Kurzschwingenkonstruktion an der Vorderradgabel.

### Motobic Stela
Die spanische Firma Motobic aus Eibar brachte den Capri unter dem Namen Stela mit rundem Heck und eigener Motorkonstruktion heraus.

## Varianten
Für den deutschen und österreichischen Markt wurden auch Lastendreiräder gebaut. Der 50-cm³-Garelli-Motor, der auch in den Rollern Dienst tat, hatte Vier-Gang-Schaltung und war kürzer übersetzt. Als werksseitiges Zubehör waren eine Plane für die Pritsche und ein Fahrerkabine bestellbar. Letztere führte allerdings dazu, dass der Lenkkopf modifiziert werden musste, da die in der Kabine verbaute Frontlampe sonst im Weg war.